# Romy (film)
Romy è un film televisivo del 2009 diretto da Torsten C. Fischer che ripercorre la vita della celebre attrice Romy Schneider.

## Trama
La celebre attrice Romy Schneider ha un malore mentre si trova in un taxi. Portata in ospedale viene sottoposta ad un intervento chirurgico di emergenza per rimuoverle un rene colpito da un tumore.
Attraverso una serie di flashback scopriamo la sua storia:
Dopo un'infanzia serena trascorsa con i suoi nonni nella tenuta Mariengrund, la giovane Rosemarie Magdalena Albach-Retty esordisce come attrice nel 1953 nel film Wenn der weiße Flieder wieder blüht con il nome d'arte di Romy Schneider.
Nel 1955 il regista Ernst Marischka la sceglie per interpretare il ruolo della principessa Sissi nel primo di quella che diventerà una trilogia di film. Nel 1958, mentre è sul set del film L'amante pura, Romy si innamora dell'attore Alain Delon e decide di seguirlo a Parigi. Nella capitale francese è notata dal regista italiano Luchino Visconti, il quale la vuole come attrice nel film Boccaccio '70.
Nel 1964 termina la sua relazione con Delon e Romy, presa dalla disperazione, tenta il suicidio ma viene salvata in tempo. Nel 1966 conosce e sposa l'attore tedesco Harry Meyen, dal quale avrà un figlio, David Christopher. Nel 1968 recita nuovamente accanto a Delon nel film La piscina che ottiene un grande successo.
Nel 1973 Romy si lascia con Meyen e si trasferisce con il figlio a Parigi. Nel 1975 i due divorziano e Romy si sposa con il suo segretario Daniel Biasini. In Francia Romy ottiene un grande successo e vince nel 1976 il premio César.
Il 21 luglio 1977 Romy dà alla luce la sua seconda figlia, Sarah Magdalena. Nell'aprile 1979 il suo ex-marito, Harry Meyen si suicida nella sua casa di Amburgo e nel 1981 Romy Schneider divorzia da Biasini.
Il film poi riprende da dove era cominciato, con Romy costretta a sottoporsi ad intervento chirurgico ai reni. Uscita dall'ospedale Romy si riappacifica con il figlio quattordicenne David, il quale aveva preso male la decisione della madre di divorziare da Biasini. Pochi giorni dopo la vita di Romy è segnata da una grande tragedia: il figlio David muore dopo essere rimasto infilzato dal cancello di casa che tentava di scavalcare.
Nonostante questo duro colpo l'attrice riesce a trovare la forza per recitare nel film La signora è di passaggio. Poco prima dell'uscita del film Romy Schneider muore nel suo appartamento di Parigi.

## Inesattezze
Nel film non sono raccontati alcuni momenti molto importanti della vita dell'attrice come ad esempio la sua interpretazione di Sissi nel film Ludwig, un film che Romy amò molto.
Altro momento non raccontato è il fatto che pochi giorni prima della morte Romy telefonò alla sceneggiatrice Suso Cecchi d'Amico chiedendole di scrivere la sceneggiatura per un film sull'ultimo periodo della vita di Sissi.

## Premi e nomination
| Anno | Premio                  | Categoria                                               | Ricevente          | Risultato       |
| ---- | ----------------------- | ------------------------------------------------------- | ------------------ | --------------- |
| 2009 | Bambi Awards            | Miglior attrice                                         | Jessica Schwarz    | Vincitore/trice |
| 2009 | 3Sat Audience Award     | N.D.                                                    | Torsten C. Fischer | Candidato/a     |
| 2010 | Magnolia Award          | Miglior film televisivo                                 | Torsten C. Fischer | Candidato/a     |
| 2010 | Magnolia Award          | Miglior regia di un film televisivo                     | Torsten C. Fischer | Vincitore/trice |
| 2010 | Golden Nymph            | Miglior performance di un'attrice in un film televisivo | Jessica Schwarz    | Candidato/a     |
| 2010 | Golden Nymph            | Miglior film televisivo                                 | N.D.               | Candidato/a     |
| 2010 | Hessian TV Award        | Miglior attrice                                         | Jessica Schwarz    | Vincitore/trice |
| 2010 | Golden Camera           | Miglior film televisivo tedesco                         | Torsten C. Fischer | Candidato/a     |
| 2010 | German Television Award | Miglior attrice                                         | Jessica Schwarz    | Candidato/a     |
| 2010 | German Television Award | Miglior attore                                          | Thomas Kretschmann | Candidato/a     |